# Erki Nool
Erki Nool (Võru, Estonia, 25 de junio de 1970) es un atleta especializado en las pruebas que componen el decatlón y político estonio. Fue medalla de oro olímpica en decatlón en los Juegos Olímpicos de Sídney de 2000. Récord estonio en decatlón, salto con pértiga. Además se encuentra en la 7.ª posición de las mejores marcas mundiales en decatlón.

## Biografía
Nool comenzó su carrera internacional a mediados de la década de 1990, en el campeonato europeo de atletismo de Helsinki de 1994  quedando en décimo lugar, y en el campeonato mundial de atletismo de Gotemburgo de 1995 quedando en el 4.º puesto con 8.268 puntos.
En campeonatos mundiales de pista cubierta ha conseguido la plata en heptatlón en 1997 y 1999. 
En campeonatos europeos ha ganado una medalla de oro en 1998 con 8.667 puntos y una de plata en 2002 con 8.438 puntos. Y en campeonatos europeos de pista cubierta logró dos bronces en heptatlón en 2000 y 2002.
El mayor éxito de su trayectoria deportiva lo consiguió en los Juegos Olímpicos de Sídney en 2000 al conquistar la medalla de oro en decatlón con 8641 puntos, aunque Nool no fue primero en ninguna prueba individual, su puntuación total fue la más alta, quedando por delante del checo Roman Šebrle y el estadounidense Chris Huffins. Como anécdota quedó la controversia originada por la decisión de los comisarios que autorizaron a Nool a efectuar un lanzamiento de disco suplementario a pesar de que sus tres intentos anteriores fueron nulos.
En 2001 en Edmonton quedó segundo en Decatlón con 8815 puntos, con los que logró su mejor marca y el récord nacional de Estonia.
Es dueño además del récord estonio de salto de longitud con una distancia de 8.10 metros que consiguió  en Götzis en 1995 y de relevos 4 x 100 metros logrando junto a sus compatriotas A. Golberg, M Laht, M. Vihmann, un tiempo de 36,69 en Múnich en 2002. Su mejor marca en la prueba de salto de pértiga la obtuvo con 5,60 metros.
En el campeonato mundial de atletismo de 2003, se retiró tras caer lesionado después de disputar las  tres primeras pruebas.
En 1997 fundó una escuela de atletismo, que entrena a deportistas jóvenes de entre 7 y 19 años, y en 1999 fue nombrado embajador nacional de buena voluntad de la UNICEF por Estonia.
Es considerado un referente entre los atletas estonios y un personaje muy popular en el país. De hecho muchos escolares estonios tuvieron dos días libres durante la celebración de los Juegos Olímpicos de Sídney para poder seguir a Nool por televisión, y cuando regresó de Australia fue recibido en el aeropuerto de Tallin por alrededor de 80.000 personas.
Nool fue elegido miembro del parlamento estonio, Riigikogu, el 4 de marzo de 2007, representando al partido Unión de la Res Pública y Pro Patria.

## Resultados
| Año  | Torneo                                  | Lugar               | Resultado     | Prueba    |
| ---- | --------------------------------------- | ------------------- | ------------- | --------- |
| 1994 | Campeonato de Europa                    | Helsinki, Finlandia | 10.º          | Decatlón  |
| 1995 | Campeonato del Mundo                    | Gotemburgo, Suecia  | 4º            | Decatlón  |
| 1995 | Campeonato del Mundo en Pista Cubierta  | Barcelona, España   | 7º            | Heptatlón |
| 1996 | Juegos Olímpicos                        | Atlanta, Georgia    | 6º            | Decatlón  |
| 1997 | Campeonato del Mundo                    | Atenas, Grecia      | 6º            | Decatlón  |
| 1997 | Campeonatos del Mundo en Pista Cubierta | París, Francia      | 2º            | Heptatlón |
| 1998 | Campeonato de Europa                    | Budapest, Hungría   | 1º            | Decatlón  |
| 1999 | Campeonato del Mundo en Pista Cubierta  | Maebashi, Japón     | 2º            | Heptatlón |
| 1999 | Campeonato del Mundo                    | Sevilla, España     | 14º           | Decatlón  |
| 2000 | Campeonatos de Europa en Pista Cubierta | Gante, Bélgica      | 3º            | Heptatlón |
| 2000 | Juegos Olímpicos                        | Sídney, Australia   | 1º            | Decatlón  |
| 2001 | Campeonato del Mundo                    | Edmonton, Alberta   | 2º            | Decatlón  |
| 2001 | Campeonato del Mundo en Pista Cubierta  | Lisboa, Portugal    | 5º            | Heptatlón |
| 2002 | Campeonatos del Mundo en Pista Cubierta | Viena, Austria      | 3º            | Heptatlón |
| 2002 | Campeonato de Europa                    | Múnich, Alemania    | 2º            | Decatlón  |
| 2003 | Campeonato del Mundo                    | París, Francia      | No finalizado | Decatlón  |
| 2004 | Juegos Olímpicos                        | Atenas, Grecia      | 8º            | Decatlón  |
| 2004 | Campeonato del Mundo en Pista Cubierta  | Budapest, Hungría   | 5º            | Heptatlón |
| 2005 | Campeonatos de Europa en Pista Cubierta | Madrid, España      | 12º           | Heptatlón |